# かんあゆ
かんあゆは日本の音楽アーティスト・ピアニスト・タレント。

## 経歴
幼少期~学生時代
3歳から音楽教室にてリトミック、ピアノのレッスンを受け19歳までエレクトーン、オルガン、ドラム、音楽理論、アンサンブルのレッスンも同時に受ける。
高2の春に出場したカワイ音楽コンクール関西大会にて最優秀賞受賞。横浜みなとみらいホールで開催された全国大会に関西代表として出場。

高3の春にカワイ音楽講師ライセンスグレードに合格しライセンス取得。
全国大会でジャズの楽曲を初めて弾いたのをきっかけに、高校卒業後は大阪音楽大学 ジャズ科ピアノ専攻に進学。
大学在学時から数々のライブハウスやイベント、メディア等に出演。
19歳でNHK Jazzlive KOBEの生放送番組に若手アーティスト枠で出演。
サックスプレイヤー本間将人氏のツアーメンバーに抜擢。
大学3年時に受けた東京ブラススタイルのオーディションに合格したのをきっかけに、大学を中退し上京。同時に東京ブラススタイル正式加入。

上京後
東京ブラススタイルが担当する大井競馬場・東京トゥインクルファンファーレ隊の一員としてファンファーレ、指揮者を担当。
海外(メキシコアリーナツアー、スペインツアー)日本全国各地でライブやイベントに参加しながら、自身のサポート業もこなしながら演奏活動の幅を広げる。
2020年、バンドのソロプロジェクトとして【NorthEast Memories】【Funky Strutti'n】リリース。
Northeast Memoriesは北海道紋別市の雪景色をイメージして作曲された。
それに伴い、リリースツアーを北海道で開催。
2022年 アメリカ音楽賞【The Akademia Awards】ジャズミュージックビデオ部門グランプリ&年間最優秀賞受賞
2023年 島村楽器主催 【ギターセンパイオーディション】キーボード部門1位     採用賞 受賞
2022年5月、自身の活動の幅を広げる為に東京ブラススタイルを脱退。
その後はライブ配信アプリPocochaでライブ配信を開始し約1ヶ月で最高ランクS帯に到達。2年間S帯とA帯をキープする。同時に自身の企画ライブやメディア出演、アーティスト業、サポート等に力を入れる。

## 出演・活動経歴
※一部抜粋
・テレビ朝日×ABEMA「ヒロミ・指原の恋のお世話はじめました」
・wowow連続ドラマ&映画「太陽は動かない」ピアニスト役
・映画「DEEMO~サクラノオト~」主人公アリス　モーションアクター担当
・ライブTV番組 「au PAY マーケット」出演(MC、モデル担当)
・NHK Jazz Live KOBE出演
・洞爺サンパレスホテルCM
・大井競馬場 トゥインクルファンファーレ
・中山競馬場 ファンファーレ指揮者
・大井競馬場 JBC競走 オリジナルファンファーレ指揮担当
・愛知県知事選挙 啓発イベント
・東京ブラススタイル ワンマンライブ feat.桑野信義 
・動画販売サービス【okuly】公式タレント
・NHKラジオ アニげっちゅ公開生収録
・FMラジオ わっぴ〜
・FMヨコハマ公開生収録
・【崩壊:スターレイル】オンライン同人コンサート参加
・ANAインターコンチネンタル東京 ラウンジピアニスト 就任
・島村楽器コンテンツ【ギターセンパイ】 制作担当
等、多数

## 共演アーティスト
桑野信義、徳井青空、足立梨花、イ・ゴンミョン、平山みき、chiyo tia、本間将人、坂東慧、橋本聖子  など他多数